# Justice League vs. the Fatal Five
Justice League vs. the Fatal Five è un film d'animazione del 2019 diretto da Sam Liu.
Il film, uscito direttamente per il mercato home video, fa parte della serie DC Universe Animated Original Movies, ed ambientato nel DC Animated Universe che narra dopo gli eventi dell'ultima serie animata del DCAU, Justice League Unlimited.
La pellicola è incentrata sulla grande alleanza che formano due squadre come la Justice League e la Legione dei Supereroi, che dovranno aiutarsi per fermare i diabolici piani dei Fatal Five.

## Trama
Nel 31º secolo, Mano, Tharok e il Persuasore dei Fatal Five attaccano il quartier generale della Legione dei Supereroi per la loro sfera temporale. Starboy, Saturn Girl e Brainiac 5 cercano di trattenerli ma falliscono. Proprio come i cattivi attivano la sfera, Starboy salta su di loro e viene portato via. Arrivato nel XXI secolo sopra la Terra, Starboy innesca un boobytrap programmato da Brainiac 5, intrappolando i supercriminali all'interno della sfera in un campo di stasi. Starboy precipita a Gotham City mentre la sfera finisce a Metropolis. Starboy scopre che la sua scorta di medicine, necessaria per stabilizzare la mente, è stata distrutta nella caduta. Poiché la sua medicina non esiste ancora, il comportamento sempre più irregolare di Starboy lo fa arrestare da Batman e inviato al manicomio di Arkham. La macchina del tempo bloccata dalla stasi viene prelevata da Superman e portata al quartier generale della Justice League per essere analizzata.
Dieci mesi dopo, Jessica Cruz è alle prese con il trauma della sua quasi morte da parte di un assassino che ha ucciso i suoi amici, facendola temere di lasciare il suo appartamento. Alla sua ansia si aggiungono un anello della Lanterna Verde che l'ha scelta e Wonder Woman che continua a cercare di reclutarla nella Justice League. A Gotham, Miss Martian è in missione con Batman per dimostrare le sue capacità al fine di essere ammessa come membro della League, ma la sua inesperienza si oppone alle sue buone intenzioni. Mentre cerca di svelare il segreto della strana sfera, Mister Terrific fa cadere il campo di stasi, liberando i suoi occupanti. Superman e Mister Terrific li combattono, ma Superman viene ferito dall'ascia del Persuasore e i supercriminali scappano.
Ad Arkham Starboy, di nome Thomas, facendo fatica a ricordare la sua missione, si è lasciato persuadere di essersi inventato la sua appartenenza al futuro ma, vedendo alla televisione un servizio sulla lotta di Superman e Mister Terrific contro i Fatal Five, inizia a ricordare e fugge dal manicomio. I membri della Justice League confrontano alcuni dati ricavati durante la lotta sui misteriosi assalitori e scoprono che vengono dal futuro, Batman considera così che forse anche Thomas stesse dicendo la verità e da uno dei suoi deliri deduce che stanno cercando Jessica. Quando i tre supercriminali attaccano Jessica, Starboy viene in suo soccorso seguito da Superman, Batman, Wonder Woman, Mister Terrific e Miss Martian, che li costringono a fuggire dopo una dura lotta. Jessica e Thomas iniziano a legare accomunati dai loro traumi e dalle loro difficoltà.
Per scoprire di più sul loro ospite dal futuro, Batman incarica Miss Martian di collegare telepaticamente le loro menti e Jessica ai ricordi di Starboy, imparando così a conoscere la Legione. Assistono a una battaglia tra la Legione dei Supereroi (Chameleon, Dawnstar, Tyroc, Mon-El, Shadow Lass e, in seguito Starboy, Saturn Girl e Brainiac 5) e i Fatal Five, che si concluse con la cattura dell'Imperatrice Smeraldo (l'amante di Mano), insieme con Validus; poiché non vi era alcuna prigione che potesse trattenerli nel 31º secolo, la Legione li portò al pianeta Oa nel passato. Al loro risveglio, la League riceve un ultimatum da Mano: se non consegneranno Jessica tutte le città americane saranno distrutte da delle bombe create e disseminate da Tharok. I primi bombardamenti iniziano a Metropolis, costringendo la Justice League ad agire per contenere i danni. Lasciata con Starboy nella Torre di Guardia, Jessica viene contattata da Tharok attraverso il suo anello, costringendola a arrendersi ai cinque supercriminali e consentire loro di entrare nelle celle della prigione di Oa. Nonostante l'interferenza di Kilowog e Salaak, l'Imperatrice Smeraldo e Validus vengono liberati, e quando Jessica reagisce, il Persuasore taglia il suo anello in due. Successivamente, l'Imperatrice Smeraldo fa in modo che il suo Occhio Smeraldo di Ekron rubi tutta l'energia della batteria di potenza centrale, e i Fatal Five tornano sulla Terra per recuperare la sfera del tempo.
Nel frattempo, Starboy scopre l'assenza di Jessica e informa la Justice League. I nostri eroi procedono verso la posizione della macchina del tempo, una base militare segreta degli Stati Uniti, dove l'Imperatrice Smeraldo e la sua squadra li costringono alla battaglia finale. La malvagia tiranna sottomette la Justice League e quindi avvia il suo diabolico piano per usare il potere della Lanterna per distruggere il sole della Terra, spazzare via l'umanità e quindi impedire la formazione della Legione a suo tempo. Su Oa, Jessica recupera la sua fede e determinazione, e recitando il suo giuramento, riassembla il suo anello di potere. Riportata nel suo appartamento dall'anello, Jessica vola alla base e impedisce ai Fatal Five di tornare alla propria epoca facendo crollare la montagna su di loro, non prima però che l'Imperatrice spedisse l'Occhio verso il sole.
Superman, Jessica e Starboy corrono dietro l'Occhio, ma arrivano troppo tardi. Mentre la stella inizia a frammentarsi, Thomas si sacrifica gettandosi nel nucleo del sole e usando i suoi poteri per contenerne la massa. Nella scena finale mentre i membri della Justice League commemorano l'eroismo di Starboy, arrivano i membri della Legione dal futuro per onorare il loro compagno caduto. Batman informa Miss Martian di essere stata ammessa alla Justice League.